# Achronix
Achronix (Achronix Semiconductor) — бесфабричная компания из Сан-Хосе (США), проектирующая высокоскоростные асинхронные программируемые логические интегральные схемы.
Основана в 2004 году группой сотрудников Корнеллского университета — Раджитом Манохаром, Клинтоном Келли, Вирантхой Эканаяке и Джоном Холтом. На ранних стадиях получила более $120 млн финансирования от венчурных инвесторов. Первые прототипы ПЛИС изготовлялись в TSMC (180 нм, сентябрь 2005) и в STMicroelectronix (90 нм, апрель 2006). Первый выпуск ПЛИС Speedster от 2009 года изготавливался по техпроцессу 65 нм, схема была построена на 4-входовых LUT, сгруппированных в блоки по 8 LUT, общее количество LUT достигало 25—164 тысяч, максимальная частота микросхемы — до 1,5 ГГц.
С 2012 года продукция изготавливается на фабриках Intel; при этом Achronix стала первой компанией, допущенной к производственным мощностям Intel со своим собственным продуктам (несколько позднее чипы на фабриках Intel начали производить и более крупные разработчики ПЛИС — Microsemi и Altera, а также Tabula и Netronome).
Выпускаемая на мощностях Intel ПЛИС Speedster 22i — построенная на SRAM вентильная матрица размером 140—220 тыс. 4-входовых LUT с частотами до 1,2-1,5 ГГц. Выпускалось два подсемейства: HD (high density — высокая плотность, более низкие тактовые частоты) и HP (high performance, с более высокими частотами). В самом большом варианте Speedster 22i оснащалась 2597 контактами, из которых 960 используются для GPIO, часть — для 80 каналов SerDes (16 со скоростью 28 Гбит/с, остальные — по 13 Гбит/с). Встроены контроллеры 100 Gigabit Ethernet, Interlaken, PCIe 3.0, DDR3. С конца 2012 года Speedster 22i HD оснащается 6 млрд транзисторов и 700 тыс. классических 4-входовых LUT, работает на частоте до 750 МГц, чип включает несколько 12,75-гигабитных SerDes Изготовлен HD1000 по техпроцессу 22-нм TriGate (FinFET) на мощностях Intel, на рынке представлен с февраля 2013 года.. Стоимость отладочной платы с HD1000 по состоянию на 2013 год составляла около $13 тыс..
Начиная с 2012 года фирма предлагает несколько вариантов лицензируемых IP-ядер встраиваемых ПЛИС, например, существует совместный проект с BAE Systems по разработке радиационно-стойких ПЛИС для космических применений.